# In Little Italy (film 1912)
In Little Italy è un cortometraggio muto del 1912 sceneggiato e diretto da William V. Mong. Prodotto dalla Selig Polyscope Company, aveva come interpreti Rex De Rosselli, Adrienne Kroell, Frank Weed, Lillian Leighton.

## Trama
Tony e Rosie si recano dal sacerdote perché vogliono sposarsi. Scoprono però che ci vuole la licenza matrimoniale. Tony se la procura, ma manca la firma di Rosie che è rimasta a casa. Quando ritorna con lei, non ha i due dollari che gli vengono richiesti. Torna a casa per prenderli ma sulla strada viene bloccato dal traffico mentre, intanto, il papà di Rosie si reca in municipio, paga il dovuto e ritira la licenza per poi recarsi in chiesa. Arrestato per guida pericolosa, è portato alla stazione di polizia. Alla fine, i due uomini, Tony e il futuro suocero, si ritrovano a casa dove la vicenda si conclude felicemente con il tanto sospirato matrimonio.

## Produzione
Il film fu prodotto dalla Selig Polyscope Company.

## Distribuzione
Distribuito dalla General Film Company, il film - un cortometraggio in una bobina - uscì nelle sale cinematografiche statunitensi il 27 febbraio 1912.